# История Приморского края
История Приморского края ведёт свой отсчёт с появления первых поселений охотников и собирателей на территории современного Приморского края, которые возникли в эпоху палеолита.
В исторический период территория Приморья входила в состав таких государств, как Бохай, империя Цзинь, Российская империя, Дальневосточная республика.

## Доисторический период
Самые ранние поселения людей относятся к верхнему палеолиту. Самым древним из них принято считать пещеру Географического общества в скале Екатериновского массива у села Екатериновка, которая датируется возрастом 32,8 тыс. лет. Исследователи в эту эпоху выделяют осиновскую и устиновскую археологические культуры. Осиновская культура названа по первому памятнику, открытому у села Осиновка в Михайловском районе. Первые памятники устиновской культуры были открыты у деревни Устиновки в Кавалеровском районе в 1954 году. Памятники Суворово 4, Устиновка 5, 7 (18—16 тыс. л. н.) демонстрируют прямые аналогии с индустриями более ранних корейских памятников Хопейонгдонг и Хавагайри (25—19 тыс. л. н.). Более поздние приморские позднепалеолитические комплексы Суворово 3, Устиновка 6, Илистая 1 и Горбатка 3 аналогичны индустриям корейских стоянок Сонгдури и Гигок и памятников Датонг и Юафанг в северо-восточном Китае.
В неолите выделяется несколько археологических культур: руднинская, зайсановская, веткинская (Ветка-2), иманская, бойсманская. Самая ранняя дальневосточная керамика в России является плоскодонной. Развитием древней традиции гончарства, представленной ранним керамическим комплексом Устиновка-3 (возраст 9305±31 л. н.), являются характерные для руднинской культуры слабопрофилированные с нерасчленённым контуром сосуды с бордюром тиснёного орнамента в верхней части в виде амурской плетёнки или узором из налепных валиков.
Неолитическая стоянка в пещере Чёртовы Ворота в 12 км от Дальнегорска в верховьях реки Кривой датируется возрастом 7742—7638 лет назад. В пещере наиболее полно представлен комплекс руднинской археологической культуры. У двух образцов DevilsGate1 и DevilsGate2 (5726—5622 лет до н. э.) определены митохондриальные гаплогруппы D4 и M. У одного обитателя пещеры определена Y-хромосомная гаплогруппа C2b-M217>L1373 (образец NEO239). Изделия из текстиля, найденные в пещере Чёртовы Ворота, являются древнейшими для региона Северо-Восточной Азии. Обнаруженные в пещере кости волка-собаки свидетельствуют о начальном этапе доместикации этого животного. Технология каменной индустрии руднинской культуры представляет собой развитие традиций, заложенных местной устиновской палеолитической культурой.
На берегу бухты Бойсмана находятся два неолитических памятника: поселение Бойсмана-1 и поселение с могильником Бойсмана-2 возрастом 5,5—6 тысяч лет. Люди из неолитической культуры Бойсмана (~5000 лет до н. э.) и из пещеры Чёртовы Ворота (~6000 лет до н. э.) генетически похожи на людей янковской культуры железного века (~1000 лет до н. э.), документируя непрерывное присутствие этого профиля предков в бассейне реки Амур, простирающегося по меньшей мере до восьми тысяч лет назад. Преобладающая у людей культуры Бойсмана Y-хромосомная гаплогруппа C2b-F1396 и митохондриальные гаплогруппы D4 и C5 являются преобладающими и у современных тунгусов, монголов и некоторых тюркоязычных народов. На графике PCA люди бойсманской культуры занимают промежуточные позиции между популяциями Mongolia_East_N и Jomon. Аализ стабильных изотопов азота и углерода показал, что четыре собаки с памятника Бойсмана-2 употребляли в пищу морские продукты около 6 тыс. лет назад.
Зайсановцы, расселившиеся в южной части края, были первыми земледельцами. Следы их самого раннего земледелия обнаружены в нижнем слое Кроуновки-1 и датируются 29—27 веками до н. э. Зёрна культурного проса обнаружены на поселениях Новоселище-4 в Ханкайском районе и Кроуновка-1 в Уссурийском районе. Поздний этап неолита Приморья представлен также группой памятников типа «Валентин-перешеек» (Лазовский район). В рационе собак с приморскиго памятника Черепаха-13 и многослойное поселения Чернятино-2 в Октябрьском районе (3600 л. н.) содержалось большое количество С-растений, видимо, проса.
В бронзовом веке появляются следы военных конфликтов — укреплённые поселения и защитное вооружение. Сегодня выделены четыре культуры этой эпохи: маргаритовская, синегайская, лидовская и дальнекутская (900—400 годы до н. э.). Две последние начали свою жизнь в бронзовом веке, а завершили уже в железном веке. Памятники маргаритовской культуры переходного времени от неолита к эпохе палеометалла располагаются на востоке Приморья на побережье бухт Преображения, Моряк-рыболов, Евстафия, Ольга, в нижнем течении рек Киевки, Партизанской.

## Древний мир
В начале железного века — примерно в 800-е годы до нашей эры — прибрежную зону занимало население янковской культуры. В это время появляются крупные посёлки, в которых люди жили круглый год. Основным видом деятельности было рыболовство, собирание растений, также было развито земледелие. На побережье выращивали преимущественно просо, а в континентальной зоне — ячмень. В Приморье известны три местонахождения с антропологическим материалом в раковинных кучах: Чапаево-17, Зайсановка-7, Поспелово-1. Все они относятся к янковской культуре (2,8—2 тыс. л. н.).
Во второй половине I тысячелетия до нашей эры в западных районах Приморья появляются племена Илоу — носители кроуновской культуры. На смену кроуновской культуре приходит ольгинская культура, которая получила название от посёлка Ольга, где было открыто первое поселение.
Поселение «Врангель-3» польцевской культуры датируется III—IV веками.
В середине I тысячелетия нашей эры Приморье было заселено племенами, входившими в союз Хэйшуй мохэ.
У представителя племени Хэйшуй Мохэ I1209 (Burial 2, Skeleton 1, 1039—1224 гг.) со стоянки Roshino-4 определили Y-хромосомную гаплогруппу O2a2-P201>O2a2b1-M134>O2a2b1a1-Page23>M1706 и митохондриальная гаплогруппа D4a1e.

## Средние века

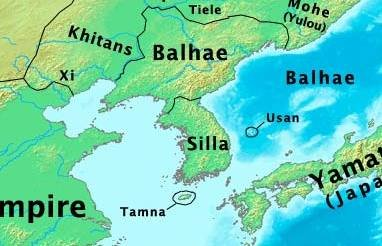
Бохай в 830 году

На территории Приморья в средние века существовало три империи, последовательно сменявшие друг друга: Бохай (698—926 гг.), Цзинь (1115—1234 гг.), Восточное Ся (1215—1246 гг.) и вассальное государство Империи Ляо (907—1125 гг.) — княжество Дундань (927—1113 гг.).

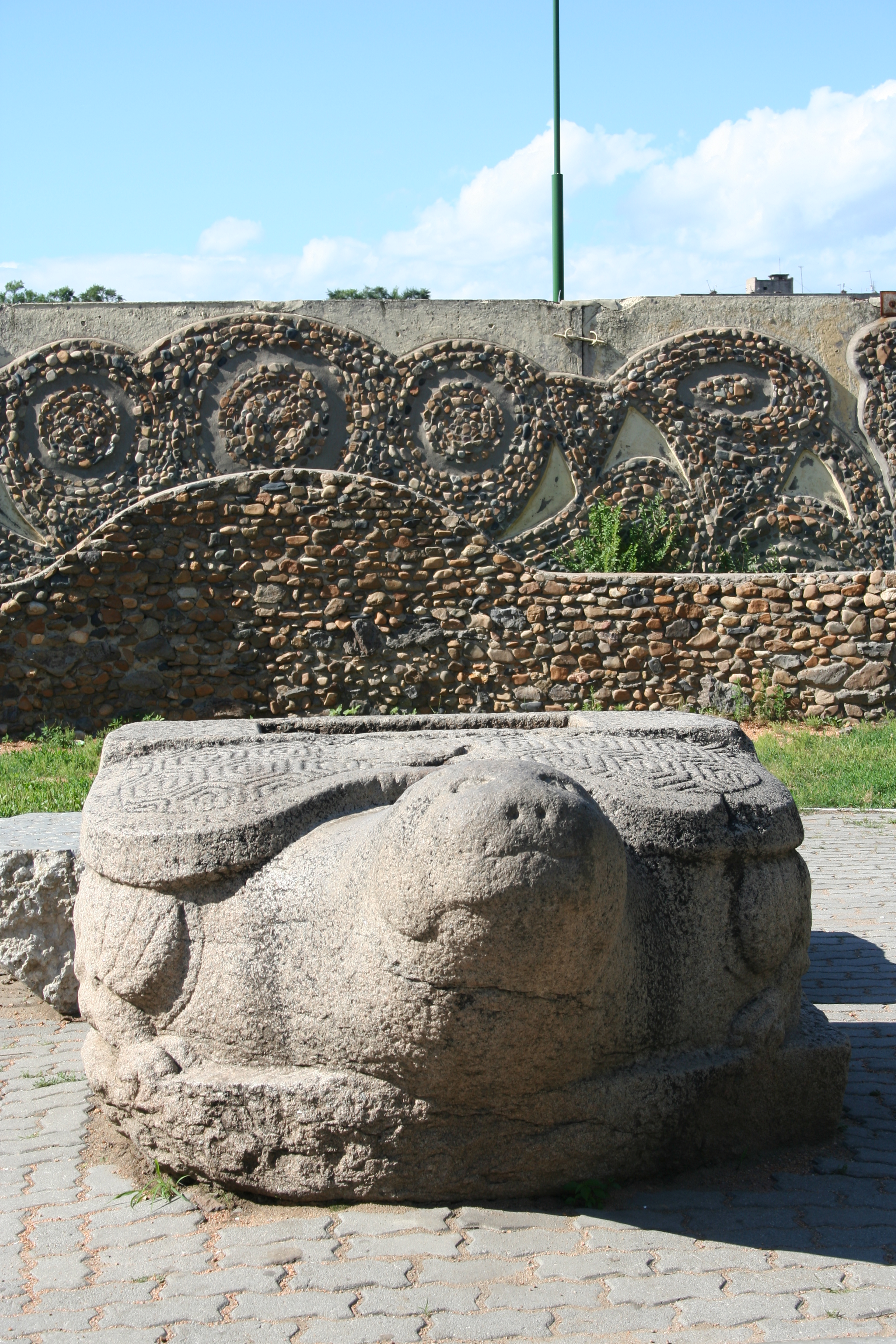
Чжурчжэньская каменная черепаха в городском парке Уссурийска

Этот период истории края характеризуется появлением неравенства и сословий, становлением не подконтрольных народу органов власти, которые основаны на легитимном насилии. Экономика характеризуется качественными преобразованиями хозяйства (в первую очередь, его производящих форм — таких как земледелие), развитием ремесла, торговли. Развитие экономики приводит к появлению первых городов.
С начала VIII века часть территории края юго-западнее реки Уссури и её слияния с рекой Мулинхэ входила в состав государства Бохай (кор. Пархэ) и на тот момент делилась на две территориально-административные единицы: провинция Суйбин-до (кит. Шуайбинь) с городом Суйбин, названная по реке Суй (кит. Суйфун, ныне Раздольная), в долине которой располагался её центр, и округ Ан (кит. Яньчжоу), с торговым портом Ан (кит. Янь), ведшим торговую и дипломатическую деятельность в интересах Японии, многократно упомянутом в японской поэзии VIII—IX века, как богатый торговый город «цветущих абрикосов», находившимся вблизи современного посёлка Краскино в Хасанском районе.

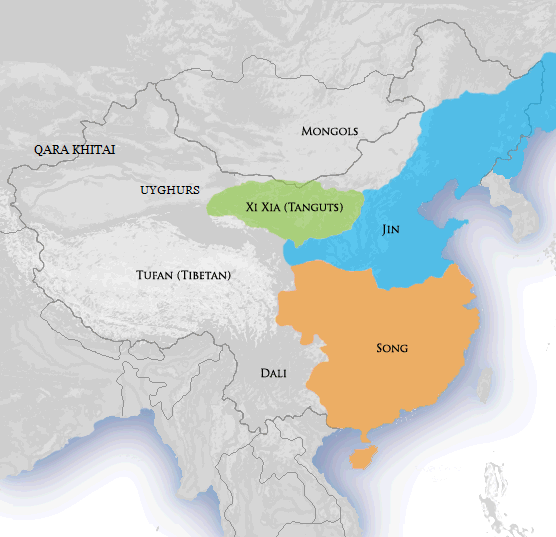
Империя Цзинь в 1141 году

В 926 году Бохай было уничтожено под натиском киданей, после чего было учреждено вассальное княжество Империи Кидан (кит. Ляо) Дундань которое со временем стало местом бегства и центром сопротивления чжурчжэней, которое завершилось созданием государства Цзинь, разгромившего в 1125 году киданьскую империю Ляо. Позже в ходе войн с китайской империей Сун Цзинь удалось захватить весь Северный Китай и удерживать его в течение столетия.
Империя Цзинь восстановила провинцию и город Суйбин, а также стала строить поселения и церемониальные пограничные храмы на всём протяжении реки Иман. В частности, Храм Стража Востока Бога Солнца Тану — село Кокшаровка Чугуевского района.
В 1213 году монголы захватили столицу Цзинь, однако император успел заранее отправить своего сына в запасную столицу, которая ныне идентифицируется как Краснояровское городище, расположенное в Уссурийском районе Приморского края. Однако это оспаривается китайскими учёными, чья версия состоит в том, что было две столицы. В 1231 во время Первого Завоевательного Похода на Корё Монгольская Империя уничтожила столицу Восточного Ся — Кай. Столица была перенесена в город Ян, однако в 1233 году, во время Третьего Завоевательного похода на Корё, монгольские войска захватили и Ян, и с этого момента государство прекратило своё 19-летнее существование. Однако более современные данные опровергают эту теорию. Государство существовало 1213—1246. Во время Третьего похода на Корею оно успешно отразило атаку монгол и только во время Четвёртого Завоевательного Похода на Корею хан Гуюк завоевал это государство и забрал бывших подданных Восточного Ся в монгольскую армию, а население провинции Суйбин принудительно переселил в долину реки Ляохэ, лишив их личной свободы и обратив в рабство.
| Период присутствия в регионе | Период существования | Самоназвание                                               | Китайское название                                            |
| ---------------------------- | -------------------- | ---------------------------------------------------------- | ------------------------------------------------------------- |
| 727-926                      | 698-926              | Империя Бохэй                                              | Империя Бохай (渤海)                                          |
| 927-1113                     | 927-1113             | Княжество Дон Гур (Восточное Красное) вассал Империи Кидан | Княжество Дундань (东丹) вассал Империи Ляо (遼朝) (Железная) |
| 1113-1213                    | 1115-1234            | Империя Анчун Гурун (Золотая Империя)                      | Империя Цзинь (金朝)                                          |
| 1213-1246                    | 1213-1246            | Империя Дон Нюжен (Восточная Золотого Цвета)               | Империя Восточное Ся (東夏)                                   |

Археологические памятники Осиновское поселение в бассейне реки Раздольной, Куналейское городище с зелёной поливой и пещера Малая Пенсау с фарфоровыми сосудами с коричневой росписью, выполненной по светлому фону, подтверждают присутствие монголов в Приморье в эпоху Юань (1271—1368 гг.).
После этого регион пребывал в запустении и был местом бегства различных преследовавшихся в своих странах людей — бандитов, авантюристов, политических диссидентов. О чём явственно говорит нахождение на территории юга Приморского края элементов материальной культуры всех соседних народов, но отсутствие с XIII века любых крепостных сооружений, которые можно было бы идентифицировать как принадлежащие какому-либо государству. Также бегство «на Север» из восточных портов Кореи упоминается на всём протяжении эпохи Чосон, как последний способ избежать казни. В Японии же «восточнее Эдзо» локализуются пираты, не согласившиеся добровольно пойти на службу легальным властям после 1588 года и указа о запрете пиратства и введения смертной казни за него. Также на всём побережье края обнаружено огромное количество стоянок айну, нивхов, эвенков и нанайцев, использовавшихся долгие годы, что определяется по огромным ракушечным отложениям употреблявшихся в пищу моллюсков и остатков рыбьих костей и керамики.
Документально подтверждённое присутствие России в регионе датируется летом 1655 г., когда в северное Приморье зашли русские казаки под командованием Онуфрия Степанова.

## Новое время

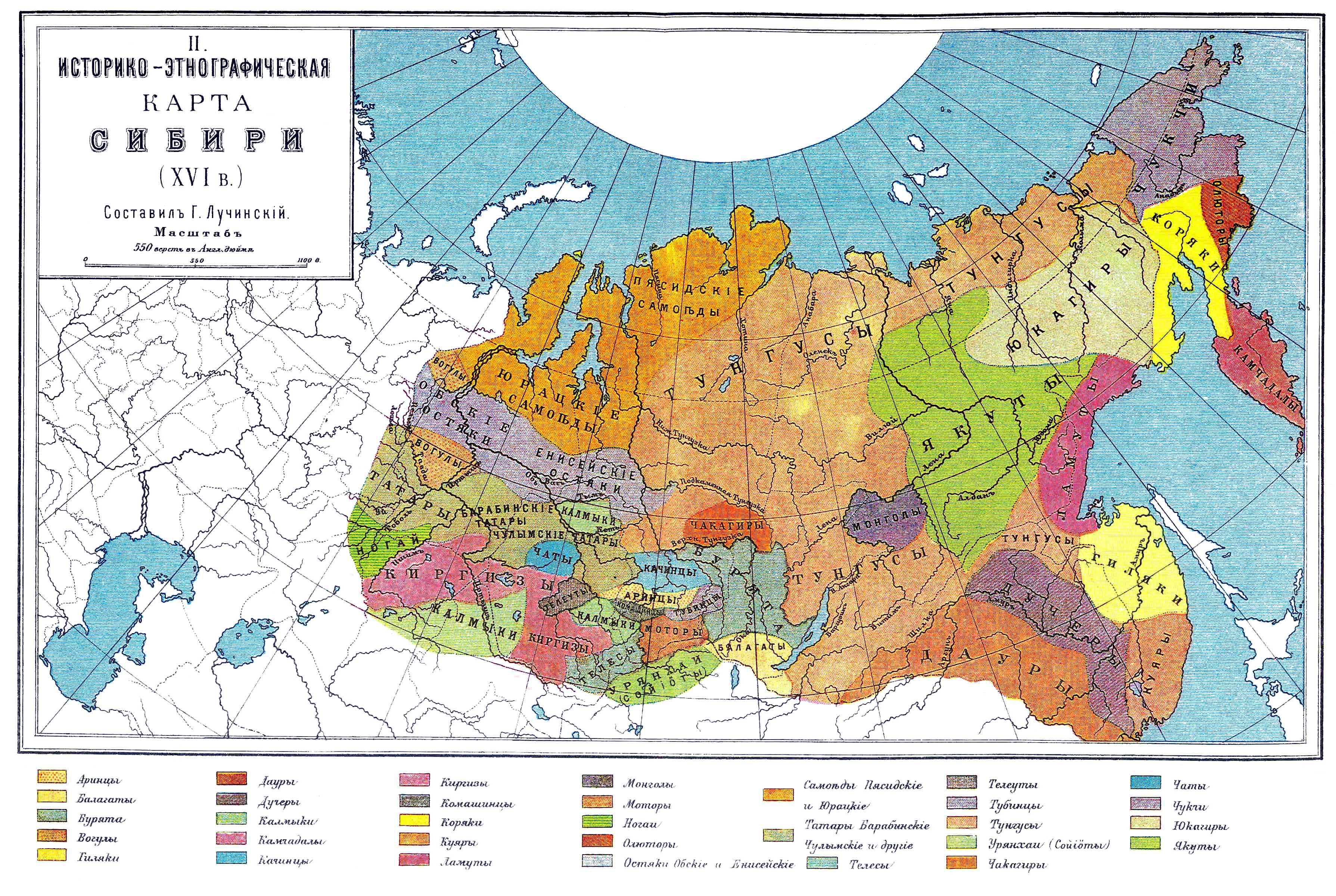

В 1709 году в южном Приморье работали французские картографы Регис, Жарту и Фриделли. Составленной ими картой пользовались русские исследователи ещё в начале XX в. Они обозначили Краснояровское городище под названием Фурдан. И описали его как полностью разрушенный заброшенный город.
В 1787 году восточное побережье Приморья было частично обследовано Лаперузом, тогда же впервые на карту нанесена бухта Терней.

## XIX век — начало XX века

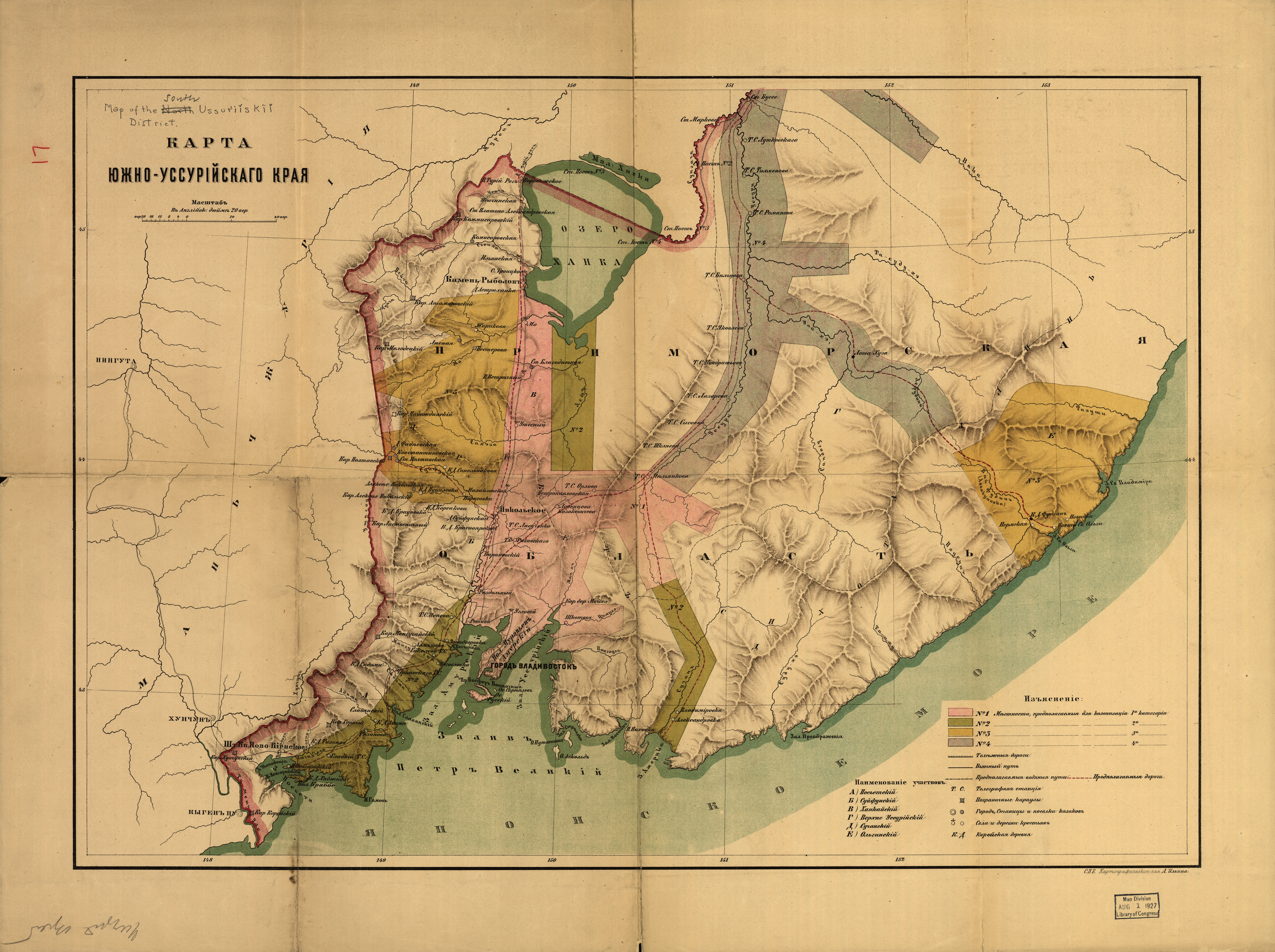
Карта Южно-Уссурийского края 187? года с указанием местностей, предполагаемых для колонизации. Картографическое заведение Ильина, СПб

В середине XIX века Россия начала укреплять свои позиции на северо-западном побережье Тихого океана. В 1856 году из приморских частей Восточной Сибири вместе с Камчаткой была образована Приморская область, из состава которой в 1857 году была выделена Амурская область.
Территория Приморья была включена в состав Российского государства на основе Айгуньского (1858) и Пекинского (1860) договоров, юридически оформивших границы между Россией и Китаем. В 1858 году в состав Приморской области вошло всё приобретенное по Айгуньскому договору пространство между Амуром и южной частью Охотского моря, пространство между правым берегом Амура, рекой Уссури и Японским морем было объявлено территорией без выявленного статуса. Центром управления областью сделан город Николаевск, куда был переведен из Петропавловска флот.
В том же году было основано село Хабаровка, а в 1859 году заложен Софийск. 20 июня (2 июля по новому стилю) 1860 года был основан Владивосток, как военный пост. 14 ноября этого же года был подписан Пекинский договор, результатом подписания которого явилась передача южных земель Дальнего Востока под полную юрисдикцию России, с тех пор южная часть Приморья приняла нынешние очертания.  Китайское население, в том числе и постоянно проживающее на территории Российской империи (Манзы), сохраняло цинское гражданство и находилось под управлением китайской администрации. Усиление русской власти привело в 1868 году к восстанию манз (Манзовская война).
В это же время начинается русское переселенческое движение, которое осуществлялось двумя способами: принудительным и добровольным. В первом случае происходила отправка воинских команд по приказу, отправка казаков по жребию, направление крестьян в счёт рекрутов, административное водворение государственных крестьян и ссылка каторжан. Добровольный способ характеризовался свободным переселением желающих на новые земли.
Всего в течение 1858—1914 годов в Приморье переселились 22 122 крестьянские семьи, 70 % которых были выходцами с Украины, при этом их доля в Южно-Уссурийском крае составляла 81,26 % от всех крестьян-переселенцев.

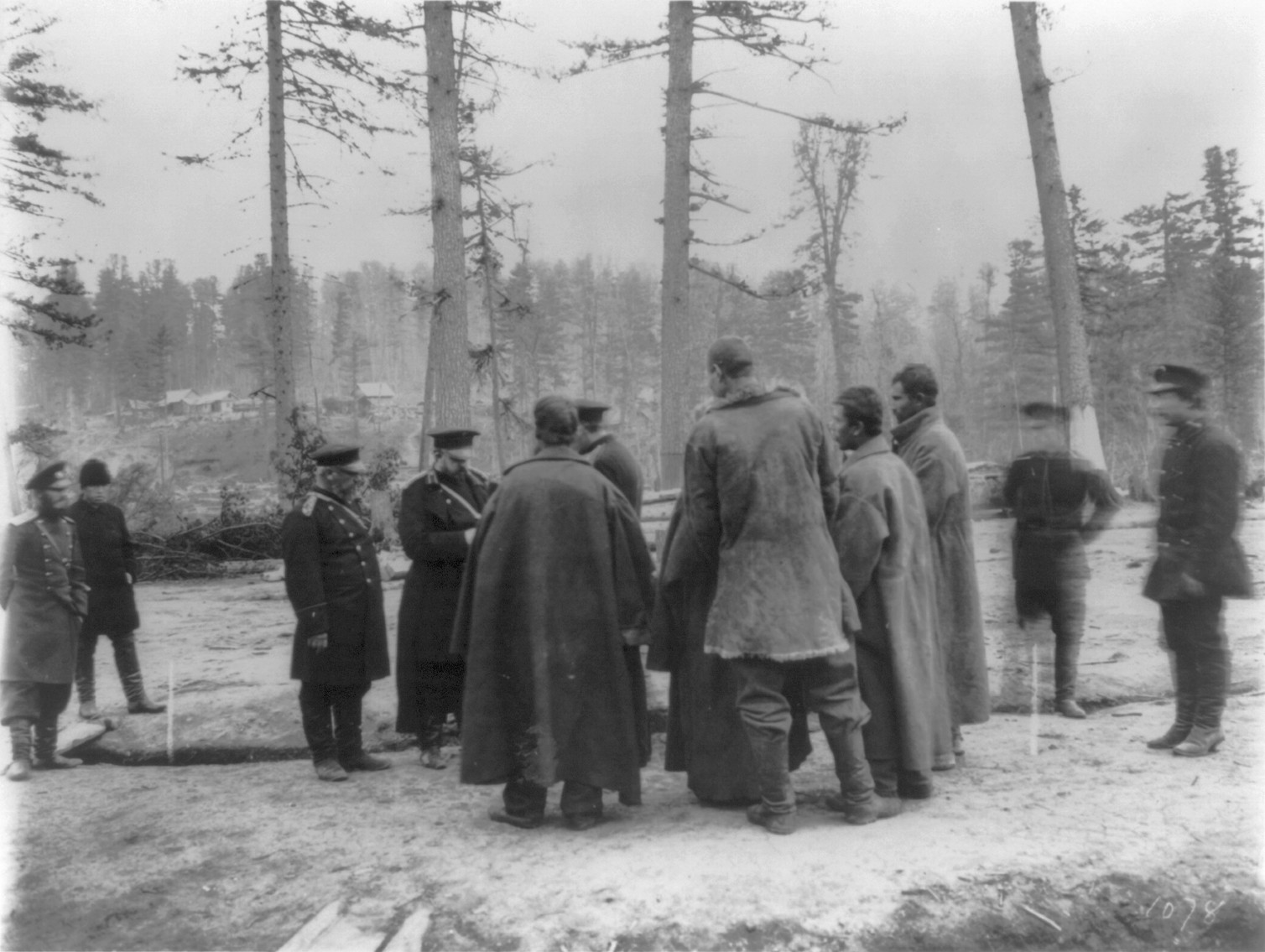
Строительство транссибирской магистрали около Уссури

В 1880 году областное управление было переведено в Хабаровку, а из состава области выделен Владивостокский порт с полуостровом Муравьев-Амурским, образовавший отдельное Владивостокское военное губернаторство.
В 1884 году учреждено Приамурское генерал-губернаторство, в состав которого вошли Приморская, Амурская, Забайкальская и Сахалин. В том же году Сахалин был изъят из ведения губернатора Приморской области. В 1888 году Владивостокское военное губернаторство было опять присоединено к Приморской области, а областное управление перенесено во Владивосток.
26 июня 1889 года в составе Приморской области был образован округ Уссурийского казачьего войска с четырьмя станичными округами: Казакевичевским, Козловским, Платоно-Александровским и Полтавским.
Слабая освоенность края в XIX веке создавала благоприятную обстановку для «хищничества» (как тогда называли браконьерство) со стороны сухопутных соседей — Китая и Кореи — а также передовых морских держав — в мористом прибрежье. По оценке военного губернатора Приморской области П. Ф. Унтербергера, браконьерский убой на воде менее поворотливых беременных самок тюленя достигал 90%.

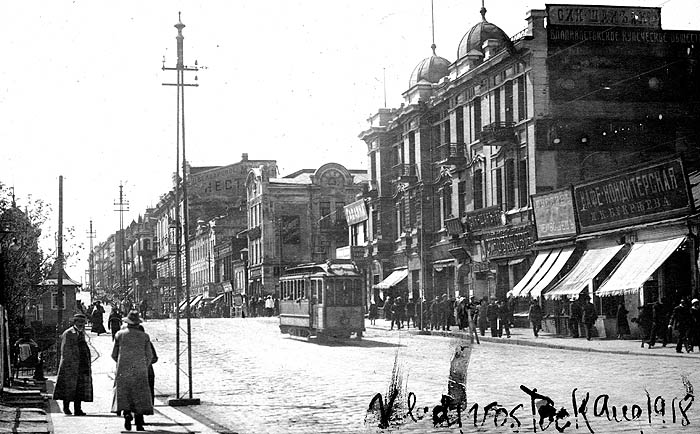
Владивосток, август 1918. года

Дальнейшее укрепление российских позиций на Дальнем Востоке ограничивалось малочисленностью российского населения и отдалённостью от населённых частей империи. С целью сократить время пути из Европейской части России до 2—3 недель, в мае 1891 года было начато строительство Транссибирской магистрали — железной дороги между Челябинском и Владивостоком длиной около 7 тысяч километров. Регулярное сообщение между столицей империи — Санкт-Петербургом и тихоокеанскими портами России — Владивостоком и Дальним — по железной дороге было установлено 1 (14) июля 1903 года, когда Китайско-Восточная железная дорога, проходящая через Маньчжурию, была принята в постоянную эксплуатацию.

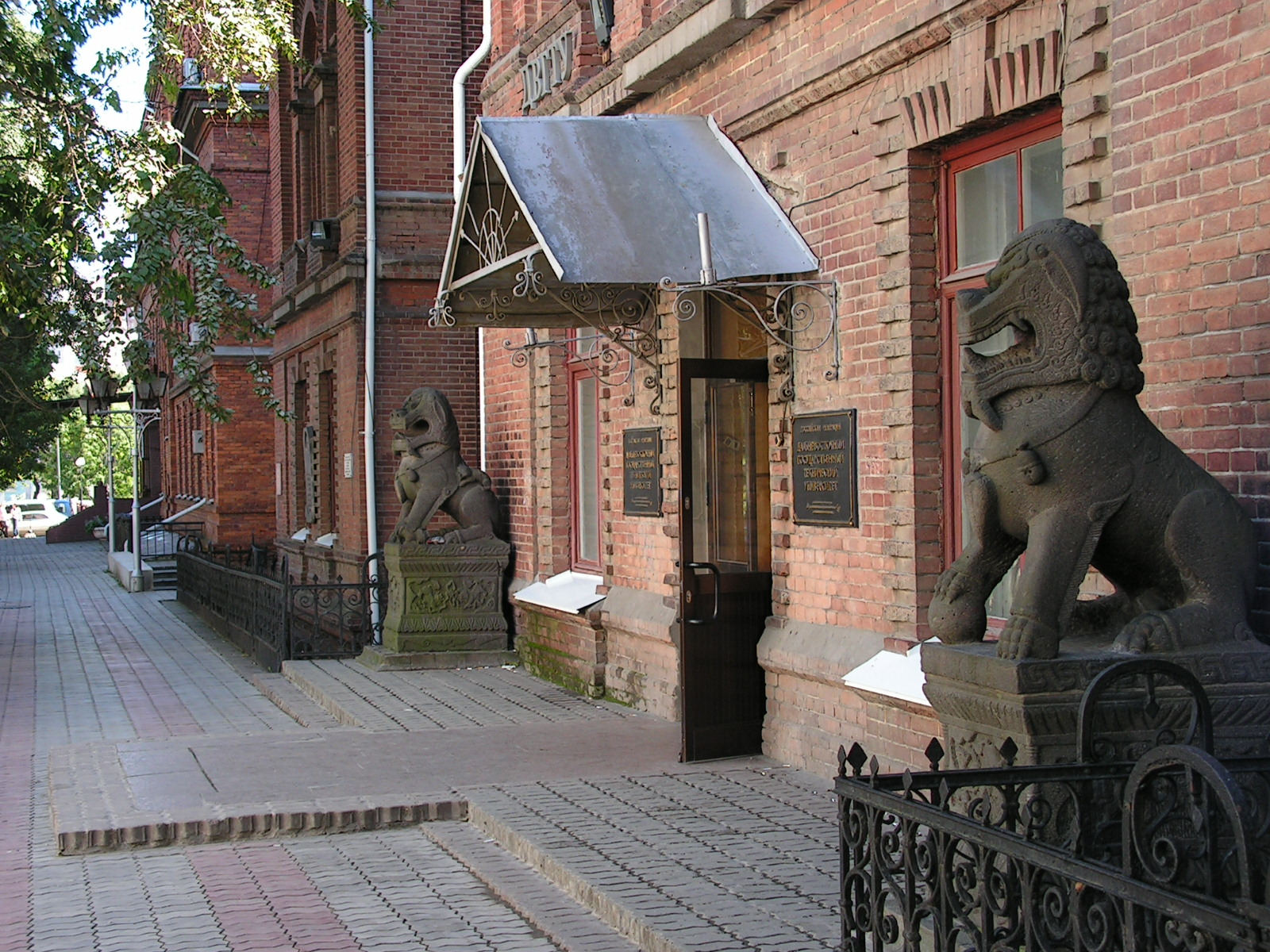
Здание Восточного института, ныне один из корпусов ДВФУ

Немного ранее, в 1899 году, во Владивостоке был открыт Восточный институт — первое высшее учебное заведение в Восточной Сибири и на Дальнем Востоке, и одно из старейших в Восточной Азии.
В 1904—1905 году в ходе Русско-японской войны Приморье стало тыловой базой русских войск расположенных на Мусанском рубеже. Также во Владивостоке размещались тыловые госпитали русских войск и база крейсерской эскадры.
17 июня 1909 года согласно закону «Об административном переустройстве Приморской области и острова Сахалина» из состава Приморской области были выделены Сахалинская и Камчатская области. В том же году Южно-Уссурийский уезд был разделён на 3 уезда: Никольск-Уссурийский, Иманский и Ольгинский. 26 февраля 1914 года из Приморской области в состав Сахалинской области был передан Удский уезд (центр — город Николаевск).
С 1861 по 1917 год в Приморье прибыло 245 476 крестьян, которыми было основано 342 селения, и уже к началу февральской революции численность населения Приморья составила 307 332 человек.

## Революция и Гражданская война

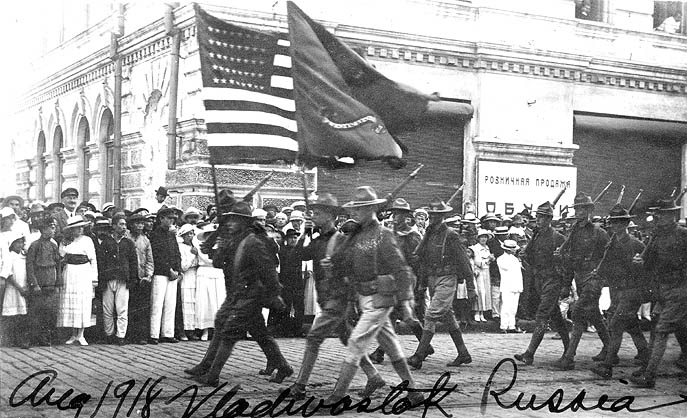
Парад американских войск во Владивостоке. Август 1918 года

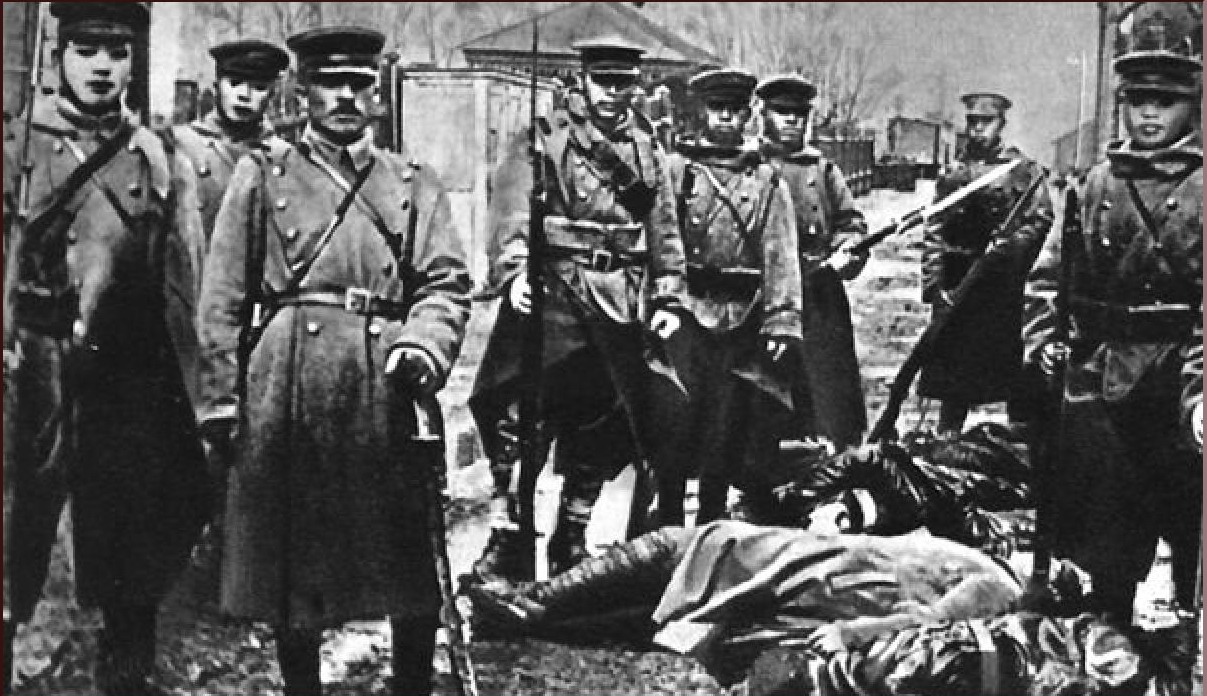
Японские войска в Приморье после расстрела корейских коммунистов 5 апреля 1920 года.

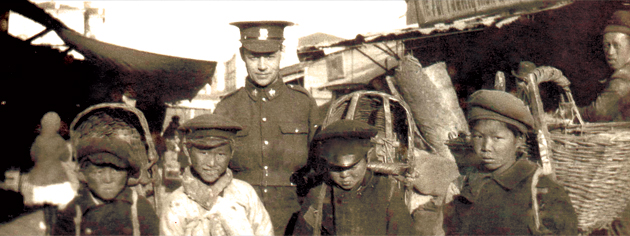
Канадский солдат и дети во Владивостоке. 1919

Сразу после Октябрьской революции, в ходе которой к власти пришли большевики, был объявлен «Декрет о мире» — Советская Россия 2 декабря 1917 года заключила перемирие и вышла из Первой мировой войны. 15-16 марта 1918 в Лондоне состоялась военная конференция Антанты, на которой обсуждался вопрос о начале интервенции. 1 августа 1918 года английские войска высадились во Владивостоке. На Дальнем Востоке интервенты продержались до 1922 года.
В это время граница Приморья была слабо охраняемой, что позволило перейти в Россию тысячам корейских иммигрантов, большая часть которых осела во Владивостокском округе и составила в Посьетском районе до 90 % населения. Границу пересекали также и китайские иммигранты, которые, в отличие от корейцев, приходили в Приморье, как правило, на сезонные заработки.
В ходе Гражданской войны значительная часть корейцев встала на сторону коммунистов. Япония изначально не вмешивалась, но в ночь с 4 на 5 апреля 1920 года японцами были арестованы и расстреляны 892 корейца-коммуниста. Некоторые деревни в Посьетском и Уссурийском районе населённые корейцами были взяты штурмом.
6 апреля 1920 года была провозглашена Дальневосточная республика (ДВР), в состав которой вошла, в том числе, и Приморская область. 22 ноября 1920 года из Иманского, Сахалинского, Удского и Хабаровского уездов Приморской области была образована Приамурская область ДВР с центром в городе Хабаровске.
26 мая 1921 года в южной части территории Приморской области в результате свержения власти большевиков было образовано независимое государственное образование — Приамурский земский край.
В ноябре 1921 года из Владивостока начался поход на Хабаровск и Анучино белых сил, завершившийся провалом.
Просуществовал Приамурский земский край («Чёрный буфер») до 25 октября 1922 года, когда Владивосток был взят войсками Народно-революционной армии Дальневосточной республики под командованием Иеронима Уборевича.

## Советский период
15 ноября 1922 года Дальневосточная республика была включена в состав РСФСР как Дальневосточная область с центром в Чите (с декабря 1923 года — в Хабаровске). Приморская область была переименована в Приморскую губернию. В августе 1923 года в состав Приморской губернии вошла территория ликвидированной Приамурской губернии.
4 января 1926 года декретом ВЦИК Дальневосточная область преобразована в Дальневосточный край, в составе которого предусматривалось 9 округов, объединяющих 76 районов. Территория упразднённой Приморской губернии была разделена на четыре округа: Владивостокский (в пределах Владивостокского уезда (за исключением северной части Тетюхинской волости), Никольско-Уссурийского уезда, а также Шмаковской, Спасской, Яковлевской и Чугуевской волостей Спасского уезда Приморской губернии, с центром в городе Владивостоке), Николаевский, Сахалинский и Хабаровский.
К середине 20-х годов население Приморья достигло 600 тысяч человек, что равнялось 44 % всех дальневосточников.
20 октября 1932 года вышло постановление ВЦИК и СНК РСФСР «О новом территориальном делении и районировании Дальневосточного края». В составе Дальневосточного края были образованы четыре области, в том числе Приморская с центром в городе Владивостоке.
В 30-е годы началась форсированная индустриализация и коллективизация сельского хозяйства (что сопровождалось восстаниями в крае). Это привело к миграции на Дальний Восток жителей западных и сибирских районов СССР. Миграция была как добровольной, так и принудительной (депортация заключенных ГУЛАГа).
Одновременно с этим сталинское руководство проводили политику этнических и социально-демографических чисток, результатом которых стало выселение нескольких десятков тысяч «неблагонадежных» и «социально-чуждых» лиц. В 1937 — 1938 годах принудительно были депортировано 200 тысяч жителей корейской (в Казахстан и Среднюю Азию) и китайской (в основном в Китай) национальностей. В результате этнических депортаций до конца 80-х годов XX века китайцы и корейцы исчезли из национального состава населения Приморья.
Летом 1938 года на самой южной границе Приморского края, в районе озера Хасан, между Маньчжоу-го (марионеточным государством, находящимся под управлением Японии) и Советский союзом произошли военные столкновения, вошедшие в историю, как Хасанские бои. Причиной конфликта послужили претензии Японии на территорию озера Хасан и реки Туманная, в результате двухнедельных столкновений победу одержал СССР. Потери СССР составили 960 погибших, 2752 раненых, потери японской стороны — 650 убитых, 2500 раненых.
В том же году, 20 октября указом Президиума Верховного Совета СССР был образован Приморский край в составе РСФСР с центром во Владивостоке, в состав которого вошли Приморская и Уссурийская области Дальневосточного края.

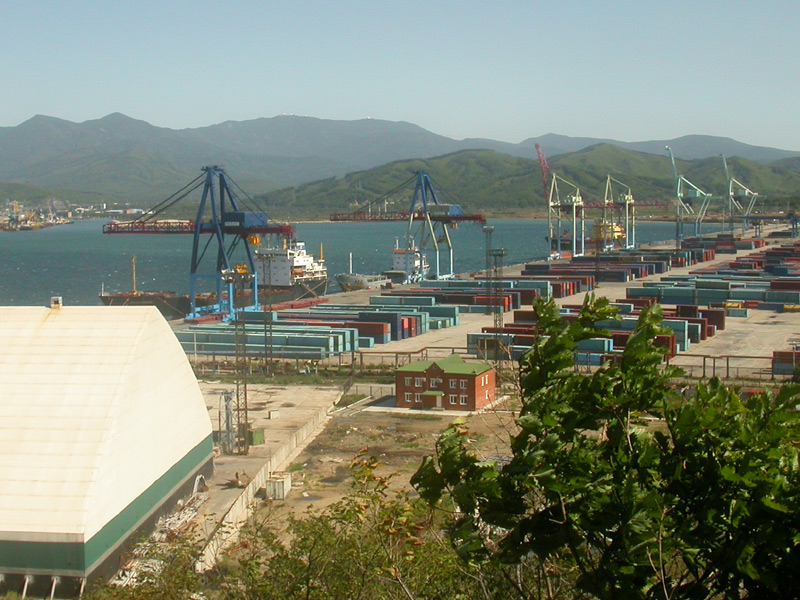
Порт Восточный, один из самых крупных на Дальнем Востоке России

18 сентября 1943 года была ликвидирована Уссурийская область, ранее входившая в Приморский край.
После окончания второй мировой войны Приморский край продолжал развиваться как крупный промышленно-аграрный район Дальнего Востока, но при этом сохранял сырьевую специализацию. Значительную роль в экономике края играл железнодорожный и морской транспорт.
15 сентября 1948 года Президиум Верховного Совета РСФСР постановил «Передать город Советская Гавань вместе с пригородной зоной из Приморского края в Хабаровский край»
В середине 60-х гг. XX века были созданы ранее не имевшиеся в крае отрасли промышленности: химическая, электротехническая, приборостроительная, инструментальная, фарфоровая, мебельная и др.
В это же время продолжались миграция жителей Европейской части России и Сибири, которая привела к увеличению численности населения края с 1381 тыс. чел. в 1959 году до 1978 тыс. чел. в 1979 году. При этом в социально-демографической структуре края преобладало городское население.
21 октября 1981 года, после столкновения с рефрижераторным судном, в заливе Петра Великого затонула шедшая в надводном положении подводная лодка С-178. Погибли 32 человека.
10 августа 1985 года на атомной подводной лодке К-431 проекта 675, находившейся у пирса № 2 судоремонтного завода ВМФ в бухте Чажма (посёлок Шкотово-22), произошла радиационная авария, приведшая к человеческим жертвам и радиоактивному загрязнению.

## Постсоветский период

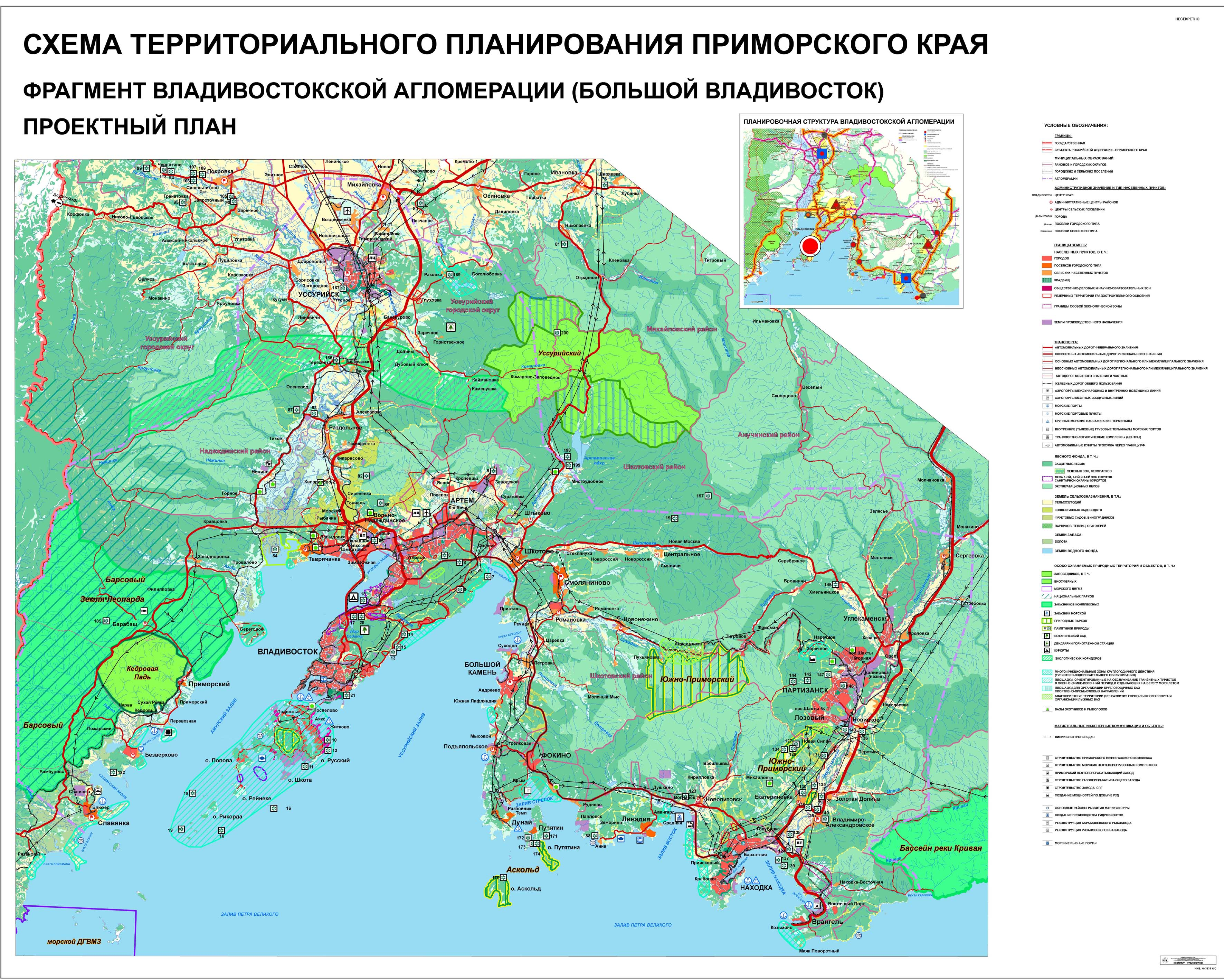
Карта Владивостокской агломерации в составе схемы территориального планирования Приморского края

В середине 1980-х годов началась Перестройка, которая внесла существенные изменения в экономическую, политическую, демографическую и социальную жизнь всего СССР, не исключением был и Приморский край.
В 1992 году Владивосток был открыт для иностранных граждан.
В 1993 году Приморский край и со второй попытки не стал еще одной российской республикой. Во вторник на сессии крайсовета не хватило семи голосов для того, чтобы принять декларацию об учреждении на территории края "государственного образования, имеющего конституционно-правовой статус республики в составе Российской Федерации". 
С началом в России экономических реформ в Приморье произошло разукрупнение большинства предприятий с образованием на их базе малых, акционерных, смешанных компаний, создание совместных с зарубежными фирмами предприятий. Развалилась система морского транспорта, огромный урон понесла рыбная промышленность, сельское хозяйство пришло в упадок. Понижение жизненного уровня населения привело к резкому снижению рождаемости, и эмиграции населения в Европейскую часть России, а также частично на Украину и в Белоруссию.
В 2000 году был создан Дальневосточный федеральный округ с центром в Хабаровске, в состав которого вошли все дальневосточные регионы России, в том числе и Приморский край. В декабре 2018 года центр округа был перенесён из Хабаровска во Владивосток.
В 2010 году на территории Приморского края активную деятельность развернули так называемые «Приморские партизаны». По данным правоохранительных органов, они совершали нападения и убийства сотрудников милиции, кражи, поджоги отделений полиции и угон автомобилей, с целью борьбы с центральной властью и их представителями.
19 ноября 2020 года в Приморском крае прошёл ледяной дождь, сопровождавшийся сильным ветром, что вызвало массовые отключения электричества и другие повреждения инфраструктуры. Из-за отключений электричества во Владивостоке перестали работать насосные станции, подающие воду и отопление в дома, из-за обледеневших вантов и падающих на дорогу глыб льда закрыли движение по Русскому мосту. Для сохранения сообщения с островом Русский, во Владивостоке впервые с 2012 года возобновили рейсы парома «Босфор Восточный» от причала № 30 до причала на мысе Поспелого на полуострове Сапёрном. 19 ноября режим чрезвычайной ситуации был введён во Владивостоке, а 20 ноября — во всём Приморье. Режим ЧС был снят 10 декабря 2020.